# Мансфилд, Лорен
Лорен Стейси Мансфилд (англ. Lauren Stacey Mansfield; род. 18 декабря 1989 года в Аделаиде, Южная Австралия, Австралия) — австралийская профессиональная баскетболистка, которая выступает за клуб женской национальной баскетбольной лиги «Таунсвилл Файр». На драфте ВНБА 2012 года не была выбрана ни одной из команд. Играет на позиции разыгрывающего защитника.
В составе национальной сборной Австралии она выиграла серебряные медали чемпионата Азии 2017 года в Индии и бронзовые медали летней Универсиады 2009 года в Белграде и летней Универсиады 2013 года в Казани.

## Ранние годы
Лорен родилась 18 декабря 1989 года в городе Аделаида (штат Южная Австралия) в семье Барри и Сью Мансфилд, у неё есть брат, Джей, и две сестры, Келли и Тани, а училась там же в средней школе Солсбери, в которой выступала за местную баскетбольную команду.